# Wright-Patterson Air Force Base
La Wright-Patterson Air Force Base è una base militare della United States Air Force e un census-designated place (CDP) degli Stati Uniti d'America. Situato in Ohio, tra la contea di Montgomery e la contea di Greene, l'aeroporto è attivo dal 1917.

## Wright-Patterson Air Force Base nella cultura di massa
Nel telefilm Project UFO era la base a cui facevano capo gli agenti che indagavano sui casi di avvistamento di oggetti volanti non identificati (UFO).